# ویلهلم درپفلد
ویلهلم درپفلد (انگلیسی: Wilhelm Dörpfeld؛ ۲۶ دسامبر ۱۸۵۳ – ۲۵ آوریل ۱۹۴۰) یک باستان‌شناس اهل آلمان بود.